# Uruguay Montevideo Fútbol Club
Maillots
Dernière mise à jour : 30 novembre 2024.
L'Uruguay Montevideo Fútbol Club, abrégée en Uruguay Montevideo FC est un club uruguayen de football fondé en 1921 et basé à Montevideo.

## Historique
- 1921 : fondation du club

## Identité visuelle

### Logo

Évolution du logo
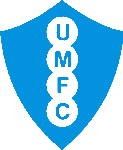
Ancien logo du club.
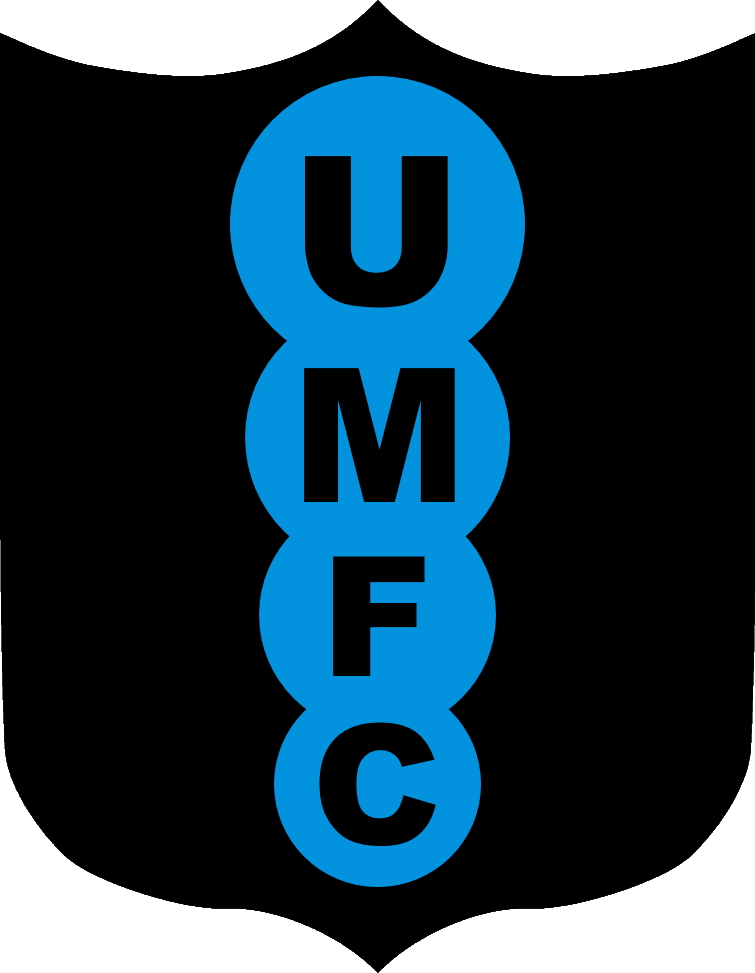
Ancien logo du club.
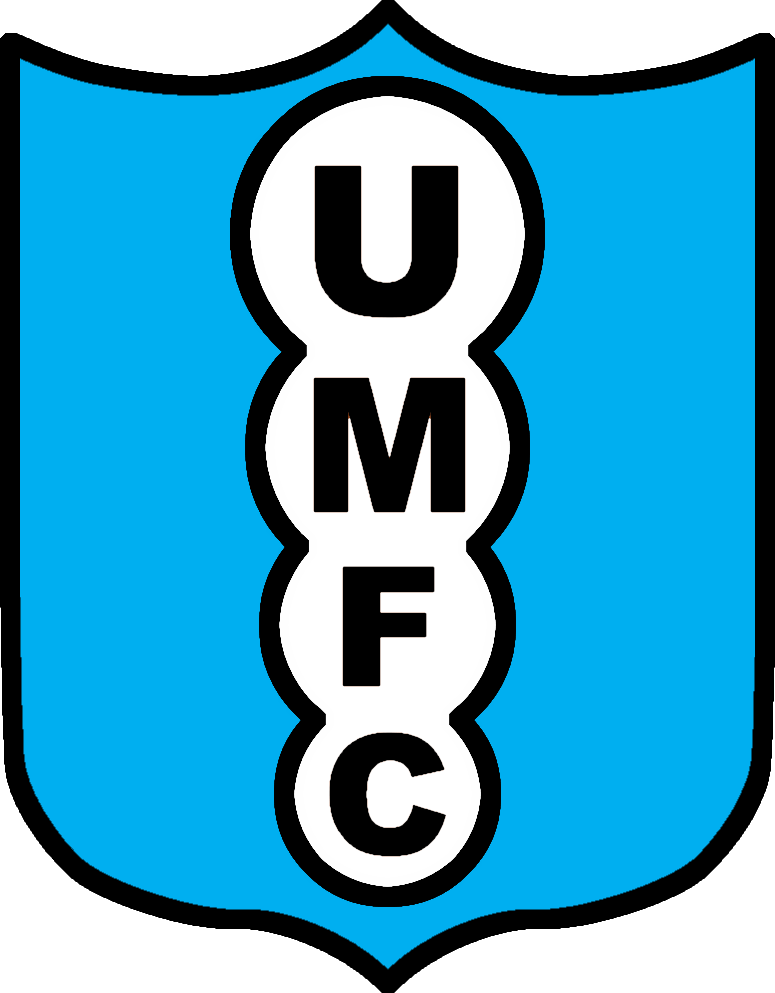
Logo actuel du club.